# Samsung Galaxy Buds 2
Samsung Galaxy Buds 2 — внутриканальные Bluetooth наушники, разработанные Samsung Electronics, как часть линейки Samsung Galaxy Buds. Они были анонсированы 11 августа 2021 года во время презентации Galaxy Unpacked вместе с Galaxy Watch 4. Наушники являются преемником Galaxy Buds Plus, выпуск которых был прекращён после анонса Buds 2. Они вышли 27 августа 2021 года по стартовой цене в 149 долларов.

## Особенности
Buds 2 поставляются в футляре, похожем по размеру и форме на Buds Pro и Buds Live. Его внешняя сторона глянцево-белая, а матовая внутренняя часть соответствует цвету самих наушников, они представлены в четырёх цветах: белый, тёмно-серый, зелёный или фиолетовый. Наушники имеют функцию активного шумоподавления. Buds 2 способны до пяти часов непрерывного воспроизведения с включённым шумоподавлением и 7,5 часов без него.

## Отзывы
Рецензент The Verge написал, что «Buds 2 улучшил многие аспекты своих предшественников, добавив активное шумоподавление. За те несколько дней, которые я провёл с ними, я бы сказал, что самый большой и впечатляющий прогресс, которого добился Samsung, связан с их дизайном и подгонкой. Это самые маленькие и лёгкие беспроводные наушники компании на данный момент. И в моих ушах Buds 2 обеспечивают ровную, сдержанную посадку, которая однозначно выделяется среди главных конкурентов компании. Тем не менее, они уступают Buds Plus по времени автономной работы».